# Crescent Beach (Florida)
Crescent Beach ist  ein census-designated place (CDP) im St. Johns County im US-Bundesstaat Florida mit 844 Einwohnern (Stand: 2020).

## Geographie
Crescent Beach liegt auf der als Barriereinsel der Ostküste vorgelagerten Insel Anastasia Island zwischen dem Intracoastal Waterway und dem Atlantik. Der CDP liegt rund 15 km südlich von St. Augustine sowie etwa 70 km südlich von Jacksonville und wird von den Florida State Roads A1A und 206 durchquert.

## Demographische Daten
Laut der Volkszählung 2010 verteilten sich die damaligen 931 Einwohner auf 1663 Haushalte, davon sind die meisten als Zweitwohnsitz genutzte Ferienwohnungen. Die Bevölkerungsdichte lag bei 238,7 Einw./km². 97,5 % der Bevölkerung bezeichneten sich als Weiße, 0,4 % als Afroamerikaner, 0,1 % als Indianer und 0,9 % als Asian Americans. 0,4 % gaben die Angehörigkeit zu einer anderen Ethnie und 0,6 % zu mehreren Ethnien an. 2,4 % der Bevölkerung bestand aus Hispanics oder Latinos.
Im Jahr 2010 lebten in 10,1 % aller Haushalte Kinder unter 18 Jahren sowie 49,8 % aller Haushalte Personen mit mindestens 65 Jahren. 57,3 % der Haushalte waren Familienhaushalte (bestehend aus verheirateten Paaren mit oder ohne Nachkommen bzw. einem Elternteil mit Nachkomme). Die durchschnittliche Größe eines Haushalts lag bei 1,88 Personen und die durchschnittliche Familiengröße bei 2,37 Personen.
10,2 % der Bevölkerung waren jünger als 20 Jahre, 14,8 % waren 20 bis 39 Jahre alt, 22,6 % waren 40 bis 59 Jahre alt und 52,4 % waren mindestens 60 Jahre alt. Das mittlere Alter betrug 61 Jahre. 50,2 % der Bevölkerung waren männlich und 49,8 % weiblich.
Das durchschnittliche Jahreseinkommen lag bei 62.793 $, dabei lebten 14,4 % der Bevölkerung unter der Armutsgrenze.
Im Jahr 2000 war Englisch die Muttersprache von 100 % der Bevölkerung.